# Cité du Vin
Die Cité du Vin ist ein französisches Tourismusprojekt in Bordeaux, das ein Weinbaumuseum und einen Freizeitpark zum Thema Wein verknüpft und in einem spielerischen Ansatz die olfaktorische und gustatorische Wahrnehmung ansprechen soll. 

Cité du vin in Bordeaux (2023)

Es wurde im Mai 2016 im Beisein des damaligen französischen Präsidenten François Hollande eröffnet. Bordeaux gehört mit dem umgebenden Weinbaugebiet dem internationalen Weinmarketing-Verbund Great Wine Capitals an, einem Weinnetzwerk von renommierten Städten, welche jeweils ein charakteristisches Weinbaugebiet des jeweiligen Landes umfasst. Neben dem Weinbaugebiet Bordeaux befinden sich in diesem Verbund auch Städte und Regionen wie Bilbao: Rioja, Mainz: Rheinhessen, Christchurch: Südinsel (Neuseeland), Florenz: Toskana, Kapstadt: Cape-Winelands, Mendoza: Mendoza, Porto: Dourotal sowie San Francisco: Napa Valley.

## Gebäude
Die Cité du Vin entstand in Bacalan, einem nördlichen Stadtteil von Bordeaux, am linken Ufer der Garonne gelegen im Hafenviertel „Port de la Lune“. Im Januar 2014 wurde mit dem Bau der Fundamente begonnen. 300 Einsätze mit 50–120 cm Durchmesser wurden in den Boden gebohrt, um das Gebäude in hartem Gestein bis zu 30 Meter tief verankert zu bekommen. 9.000 m3 Beton und 4.000 m2 von Schaltafeln wurden für den Rohbau notwendig.
Der Bau ist mit 2.500 reflektierenden Aluminiumplatten an der Fassade des 55 Meter hohen Turms des Gebäudes ausgestattet. Er soll glanzfeinen Wein in einem Glas nachempfinden lassen.
Die Cité du Vin ist mit der Linie B der Straßenbahn Bordeaux zu erreichen, die den Bahnhof des südwestlichen Vororts Pessac zur Innenstadt hin bedient bis zum linken Ufer der Garonne, der sie bis zur Endstation Claveau folgt.

## Finanzierung
Für die Cité wurde ursprünglich ein Kostenrahmen von 63 Millionen Euro kalkuliert, der jedoch nach Angaben des Projektleiters Philippe Massol bereits Ende 2014 um voraussichtlich 14,5 Millionen Euro überschritten war.
Die Finanzierung wird von der Europäischen Union, Bordeaux Métropole, der Region  Aquitaine, dem Conseil interprofessionnel des vins de Bordeaux, dem Staat, der Industrie- und Handelskammer (Chambre de commerce et d’industrie de Bordeaux) und der Stadt Bordeaux mit einem Anteil von 31 Mio. Euro finanziert.